# Bachja ibn Pakuda
Bachja ibn Pakuda (hebrejsky בחיי אבן פקודה), celým jménem Bachja ben Josef ibn Pakuda, známý také jako Rabbenu Bechaja („náš učitel Bechaja“) byl židovský filozof a rabín. Žil v španělské Zaragoze v první polovině 11. století. O jeho životě se ví jen to, že působil jako dajan (člen rabínského soudu). Z četných odkazů v jeho díle lze usuzovat, že byl vzdělaný nejen v tradičním rabínský judaismu, ale i ve filozofickém písemnictví arabského, řeckého a latinského původu.
Je autorem prvního židovského systému etiky, který napsal kolem roku 1040 v arabštině pod názvem Al-hidája ILA fará'id al-qulúb (Průvodce k povinnostem srdcí). Do hebrejštiny ho v letech 1161-1180 přeložil Jehuda ibn Tibbon pod názvem Chovot ha-levavot (Povinnosti srdcí). V roce 1854 ho přeložil do němčiny židovský spisovatel Emanuel Baumgarten.